# Белова, Тамара Николаевна
Тамара Николаевна Белова (род. 1946) — советская шахматистка, мастер спорта СССР (1968). Участница трёх финалов чемпионата СССР среди женщин, в которых представляла Псков (1968 — 13-е место, 1972 — 5—8-е м., 1975 — 16-е м.). Бронзовый призёр чемпионата РСФСР среди женщин 1968 года. В первенстве СССР среди спортивных обществ 1968 года выступала за «Спартак», занявший 3-е место. (Информация, что Т. Белова выступала в 1972 году за Таджикскую ССР в первенстве СССР между командами союзных республик (всесоюзной олимпиаде), по-видимому, ошибочна.) В женском чемпионате спортивного общества «Спартак» 1975 года (на правах полуфинала чемпионата СССР) — 1—3-е место, по дополнительным показателям классифицирована второй. В 2000-е годы дважды принимала участие в турнире «Псков опен».